# ArtFormer
ArtFormer: Ancient Stories je herní plošinovka od českého nezávislého herního studia Buffa Software. Za titulem, který je zasazen do období pravěku a starověku, stojí Jan Šídlo jako vedoucí vývoje a Adam Hrubý jako hlavní programátor. Dále na hře spolupracovalo až deset externích spolupracovníků z různých oborů napříč českým herním průmyslem. 
Titul vyšel 27. listopadu 2019 v předběžném přístupu na osobních počítačích s Windows ve službě Steam. Předběžný přístup pak opustil 30. září 2021.
Hra po svém vydání získala spíše nepříznivé kritiky. V roce 2022 zvítězila na cenách CEEGA v kategorii skrytého klenotu.

## Hratelnost
Hra je 2D plošinovkou stojící na principech tzv. "cinematic platformerů" a mechanismů Prince z Persie (Jordan Mechner, 1989) doplněnou o logické puzzle a minihry. Hráčova postava musí překonávat nejrůznější překážky, jež mu stojí v cestě. Příběhová kampaň hry se skládá ze čtyř hlavních kapitol, které postupně představují čtyři významné umělecké styly – od pravěkých maleb přes egyptské papyry a řecké hrnčířství po římské mozaiky. Každá část je doplněna o encyklopedii odkrývající historické pozadí využitých uměleckých předloh.
Koncept ovládání je přizpůsoben tak, aby bylo na klávesnici možné hru hrát pomocí jedné ruky a byla tak přístupná osobám tělesně postiženým se zhoršenou hybností horní končetiny. Hra kromě hlavní hratelnosti spočívající v putování, průzkumu prostředí a soubojů s nepřáteli. Dále nabízí cestování pomocí historických lodí, vozů a koní a je příležitostně doplněna o jednoduché puzzle spočívající nejčastěji v poskládání historického díla v tematické spojitosti s odehrávajícím se dějem hry.
Jednotlivé herní prvky jsou rozšiřovány v průběhu celé hry. V pravěku je hráč seznámen se základními principy – dialogem, pohybem a soubojovým systémem. V druhé kapitole hráč získává možnost kombo útoku a putuje prvním dopravním prostředkem. Ve třetí kapitole jsou hráčovy možnosti obohaceny o inventář s vybavením, který je ve čtvrté kapitole doplněný o fungující ekonomiku s možností nákupu zbraní a zbrojí u obchodníků za vydělané peníze.